# Xiu Xiu (Moderne Fünfkämpferin)
Xiu Xiu, 修秀, Xiū Xiù, (* 4. Dezember 1987 in Luoyang) ist eine chinesische Moderne Fünfkämpferin. Sie gehörte zum chinesischen Kader für die Olympischen Sommerspiele 2008 in Peking.

## Karriere
Bei der Weltmeisterschaft des Jahres 2006 in Guatemala-Stadt belegte Xiu Xiu den sechsten Platz mit 4902 Punkten. Ein Jahr später erreichte sie bei der in Berlin stattfindenden Weltmeisterschaft den neunten Platz im Staffelwettbewerb mit 4726 Punkten. Im Einzelwettbewerb wurde sie mit 5516 Punkten Fünfte, mit der Mannschaft belegte sie Rang zehn. Xiu belegte Platz 10 im Einzelwettbewerb der Olympischen Sommerspiele 2008.